# Güneydamları, Sarıgöl
Güneydamları là một xã thuộc huyện Sarıgöl, tỉnh Manisa, Thổ Nhĩ Kỳ. Dân số thời điểm năm 2011 là 620 người.